# Marcella Bianco
Marcella Bianco (...) è un'ex cestista italiana.
Ha giocato in Serie A1 con Palermo.